# Kap Parjadin
Kap Parjadin (russisch Мыс Порядина Mys Porjadina) ist eine der westlichsten Landspitzen der Insel Südgeorgien im Südatlantik. Sie liegt rund 5 km südlich des Kap Alexandra und reicht etwa 130 m weiter nach Westen als jenes. Das Kap markiert die südliche Begrenzung der Einfahrt zum Greene Inlet.
Das Kap wurde 1775 vom englischen Seefahrer James Cook entdeckt und 1819 bei der russischen Antarktisexpedition unter Fabian Gottlieb von Bellingshausen erneut gesichtet. Letzterer benannte es nach Jakow Porjadin [sic], Navigator des Schiffs Wostok, neben der Mirny eines von zwei Schiffen der Expedition. Die gegenüber der Erstbenennung abgewandelte Schreibweise ist seit langem etabliert.